# Segia
Segia (łac. Diocesis Segiensis) – stolica historycznej diecezji w prowincji Hispania Tarraconensis istniejącej w czasach rzymskich. 
Starożytne miasto Segia identyfikuje się ze współczesnym Ejea de los Caballeros w Aragonii, w Hiszpanii. Obecnie katolickie biskupstwo tytularne ustanowione w 1969 przez papieża Pawła VI. 

## Biskupi tytularni
| Lp. | Biskup                          | Funkcja                                     | Od                   | Do                   |
| --- | ------------------------------- | ------------------------------------------- | -------------------- | -------------------- |
| 1   | Eduardo Martinez González       | emerytowany biskup Zamory (Hiszpania)       | 31 stycznia 1970     | 11 grudnia 1970      |
| 2   | Rafael Bello Ruiz               | biskup pomocniczy Acapulco (Meksyk)         | 12 lutego 1974       | 1 czerwca 1976       |
| 3   | Edward Thomas Hughes            | biskup pomocniczy Filadelfii (USA)          | 11 czerwca 1976      | 11 grudnia 1986      |
| 4   | Héctor Luis Gutiérrez Pabón     | biskup pomocniczy Cali (Kolumbia)           | 13 lutego 1987       | 2 lutego 1998        |
| 5   | Marcelo Arturo González Amador  | biskup pomocniczy Santa Clara (Kuba)        | 31 października 1998 | 4 czerwca 1999       |
| 6   | Jaime Soto                      | biskup pomocniczy Orange (USA)              | 23 marca 2000        | 11 października 2007 |
| 7   | Tarcísio Scaramussa             | biskup pomocniczy São Paulo (Brazylia)      | 23 stycznia 2008     | 16 lipca 2014        |
| 8   | Edson José Oriolo dos Santos    | biskup pomocniczy Belo Horizonte (Brazylia) | 15 kwietnia 2015     | 30 października 2019 |
| 9   | Célio da Silveira Calixto Filho | biskup pomocniczy Rio de Janeiro (Brazylia) | 27 maja 2020         |                      |